# Dekanat Nowa Dęba
Dekanat Nowa Dęba – jeden z 25 dekanatów w rzymskokatolickiej diecezji sandomierskiej.

## Parafie
W skład dekanatu wchodzi 10 parafii:
- parafia św. Stanisława – Chmielów
- parafia św. Jadwigi Królowej – Cygany
- parafia św. Wojciecha – Grębów
- parafia św. Maksymiliana Kolbego – Jadachy
- parafia MB Królowej Polski – Nowa Dęba
- parafia Podwyższenia Krzyża Świętego – Nowa Dęba
- parafia Wniebowzięcia Najświętszej Maryi Panny – Ślęzaki
- parafia Najświętszego Serca Pana Jezusa – Tarnowska Wola
- parafia św. Józefa Robotnika – Wydrza
- parafia św. Apostołów Piotra i Pawła – Zabrnie.

Na terenie dekanatu siedzibę swoją ma parafia wojskowa należąca do dekanatu Krakowskiego Okręgu Wojskowego Ordynariatu Polowego Wojska Polskiego:
- parafia wojskowa Dobrego Pasterza – Nowa Dęba.

## Zasięg terytorialny

### gmina Baranów Sandomierski (powiat tarnobrzeski)
miejscowości: Dąbrowica, Kaczaki, Marki, Ślęzaki

### gmina Grębów (powiat tarnobrzeski)
miejscowości: Grębów, Jamnica, Krawce, Nowy Grębów, Poręby Furmańskie, Wydrza, Zabrnie, Zapolednik

### gmina Nowa Dęba (powiat tarnobrzeski)
miasto: Nowa Dęba
miejscowości: Alfredówka, Buda Stalowska, Chmielów, Cygany, Jadachy, Rozalin, Tarnowska Wola

## Sąsiednie dekanaty
Baranów Sandomierski, Gorzyce, Nisko, Pysznica, Raniżów, Stalowa Wola, Tarnobrzeg